# Olof Selling
Olof Hugo Selling (nascut el 2 de novembre de 1917, fou un palinòleg suec.
Les seves primeres anàlisis de pol·len i espores sobre depòsits de sediments recollits per Thor Heyerdahl el 1955 a l'illa de Pasqua van servir per determinar que l'illa havia estat coberta de boscos d'una palmera no identificada.
La fusta va ser un dels elements necessaris per desenvolupar la tecnologia del transport i bastiment de les famoses escultures moai.